# Libichava
Libichava és un poble i municipi d'Eslovàquia que es troba a la regió de Trenčín. La primera menció escrita de la vila es remunta al 1329.

## Demografia
| Godina             | 1994 | 2004   | 2014    | 2024   |
| ------------------ | ---- | ------ | ------- | ------ |
| Nombre de persones | 179  | 168    | 137     | 138    |
| Diferència         |      | −6,14% | −18,45% | +0,72% |

| Godina             | 2023 | 2024   |
| ------------------ | ---- | ------ |
| Nombre de persones | 146  | 138    |
| Diferència         |      | −5,47% |